# 虞兮叹
《虞兮叹》是中国大陆的一首流行古风歌曲，初在2020年8月27日发行，由祝何作词作曲，闻人听書_演唱，讲述的是虞姬与项羽之间的爱情故事。

## 获奖
闻人听書_凭借《虞兮叹》拿下腾讯音乐人原创榜2020年9月月榜TOP1。